# أمين اولجاي
أمين اولجاي (بالتركية: Emin Olcay)‏ ممثل تركي معروف ولد عام 1946 له العديد من الأعمال التلفزيونية والسينمائية ابرزها مسلسل وادي الذئاب الذي ظهر به من الجزء الأول إلى بداية الجزء التاسع بدور عمر جاندان أو بابا عمر والد مراد علمدار.

## أعمال تلفزيونية
- كيرتنكيلي بدور (معلم) - 2014
- أحببته كثيراً بدور (مؤذن) - 2013
- ) - 2013
- نقش ديل سلطان بدور (إبراهيم) - 2010
- حديقة القلب بدور (حكمت اولوبينار) - 2009
- وادي الذئاب بدور (عمر جاندان) من 2007- 2014
- حرق كاراجومروك بدور (عزت) - 2006
- وادي الذئاب بدور (عمر جاندان) - 2003- 2005
- رقم 7 بدور (دكتور فيلي بابا) 2002
- قلب مجنون (يعقوب ايفي) - 2002
- تاكسي الزهرة - 1995
- سيدات فرهوند - 1993

## أفلام
- سوق البازار - 2015
- اسمع مماذا (الجد الطباخ) - 2008
- 120 (المدير جلال) - 2007